# Србија на Летњим олимпијским играма младих 2010.
Србија је на Летњим олимпијским играма у Сингапуру 2010. учествовала са 32 такмичара у 8 спортова.
Шеф мисије Србије био је Бранислав Јевтић.
Заставу Србије на свечаном отварању Олимпијских игара младих 2010. носио је Велимир Стјепановић.

## Освајачи медаља
| Медаља | Име и презиме                                                            | Спорт   | Дисциплина    | Датум  |
| ------ | ------------------------------------------------------------------------ | ------- | ------------- | ------ |
| Злато  | Саша Аврамовић Марко Радоњић Немања Безбрадица Стефан Поповски-Турањанин | Кошарка | „3 на 3“      | 23 авг |
| Сребро | Велимир Стјепановић                                                      | Пливање | 100м слободно | 20 авг |
| Бронза | Велимир Стјепановић                                                      | Пливање | 100м делфин   | 16 авг |

Олимпијски комитет Србије је освајачима медаља доделио награде за најбоље младе спортисте у 2010. Стјепановић је проглашен за младог спортисту године, а кошаркаши за најбољи тим.

## Атлетика
Девојчице
Тркачке дисциплине
| Спортиста     | Дисциплина | Квалификације | Квалификације | Финале   | Финале  | Коначни пласман |
| Спортиста     | Дисциплина | Резултат      | Пласман       | Резултат | Пласман | Коначни пласман |
| ------------- | ---------- | ------------- | ------------- | -------- | ------- | --------------- |
| Катарина Илић | 400м       | 56.41         | 12 ФБ         | 55.77    | 2       | 10              |

Техничке дисциплине
| Сандра Раичковић | Троскок | 12.30 | 7 ФА | Без пласмана, одустала због повреде | Без пласмана, одустала због повреде | Без пласмана, одустала због повреде | Без пласмана, одустала због повреде | Без пласмана, одустала због повреде | Без пласмана, одустала због повреде |

ФА = квалификовао/ла се за „А“ финале 
ФБ = квалификовао/ла се за „Б“ финале

## Бициклизам
Дечаци
| Спортиста         | Дисциплина | Квалификације | Квалификације | Четвртфинале | Четвртфинале | Полуфинале           | Полуфинале           | Финале               | Финале               | Коначни пласман |
| Спортиста         | Дисциплина | Резултат      | Пласман       | Резултат     | Пласман      | Резултат             | Пласман              | Резултат             | Пласман              | Коначни пласман |
| ----------------- | ---------- | ------------- | ------------- | ------------ | ------------ | -------------------- | -------------------- | -------------------- | -------------------- | --------------- |
| Алекса Величковић | БМХ        | 49.608        | 28            | 20 поена     | 7            | Није се квалификовао | Није се квалификовао | Није се квалификовао | Није се квалификовао | 26              |

| Спортиста         | Дисциплина         | Време             | Пласман |
| ----------------- | ------------------ | ----------------- | ------- |
| Лазар Јовановић   | Планински бицикл   | - 2 круга         | 25      |
| Лазар Јовановић   | Друмска трка       | 1ч 16‘48 (+11:06) | 63      |
| Филип Павловић    | Трка на хронометар | 4:38.74 (+42.10)  | 30      |
| Филип Павловић    | Друмска трка       | 1ч 05‘44 (+0:02)  | 13      |
| Алекса Величковић | Друмска трка       | 1ч 05‘44 (+0:02)  | 40      |

Девојчице
| Спортиста        | Дисциплина | Квалификације | Квалификације | Четвртфинале | Четвртфинале | Полуфинале            | Полуфинале            | Финале                | Финале                | Коначни пласман |
| Спортиста        | Дисциплина | Резултат      | Пласман       | Резултат     | Пласман      | Резултат              | Пласман               | Резултат              | Пласман               | Коначни пласман |
| ---------------- | ---------- | ------------- | ------------- | ------------ | ------------ | --------------------- | --------------------- | --------------------- | --------------------- | --------------- |
| Јована Црногорац | БМХ        | 54.496        | 24            | 18 поена     | 6            | Није се квалификовала | Није се квалификовала | Није се квалификовала | Није се квалификовала | 23              |

| Спортиста        | Дисциплина         | Време            | Пласман |
| ---------------- | ------------------ | ---------------- | ------- |
| Јована Црногорац | Планински бицикл   | - 2 круга        | 26      |
| Јована Црногорац | Трка на хронометар | 3:58.54 (+40.54) | 29      |

Мешовити тимови
| Спортисти                                                         | Дисциплина | Планински бицикл | Планински бицикл | Трка на хронометар | Трка на хронометар | БМХ    | БМХ       | Друмска трка | Друмска трка | Укупно поена | Пласман |
| Спортисти                                                         | Дисциплина | Дечаци           | Девојчице        | Дечаци             | Девојчице          | Дечаци | Девојчице | Дечаци       | Дечаци       | Укупно поена | Пласман |
| ----------------------------------------------------------------- | ---------- | ---------------- | ---------------- | ------------------ | ------------------ | ------ | --------- | ------------ | ------------ | ------------ | ------- |
| Јована Црногорац Алекса Величковић Филип Павловић Лазар Јовановић | Екипно     | 72               | 40               | 30                 | 40                 | 72     | 40        | 61           | 61           | 355          | 27      |

## Веслање
Дечаци
| Спортисти                  | Дисциплина           | Квалификације | Квалификације | Репесаж | Репесаж | Полуфинале | Полуфинале | Финале  | Финале  |
| Спортисти                  | Дисциплина           | Време         | Пласман       | Време   | Пласман | Време      | Пласман    | Време   | Пласман |
| -------------------------- | -------------------- | ------------- | ------------- | ------- | ------- | ---------- | ---------- | ------- | ------- |
| Никола Симовић Вук Матовић | Двојац без кормилара | 3:10.54       | 3 ПА/Б        |         |         | 3:19.82    | 1 ФА       | 3:10.94 | 5       |

Девојчице
| Спортиста    | Дисциплина | Квалификације | Квалификације | Репесаж | Репесаж | Полуфинале | Полуфинале | Финале  | Финале  | Коначни пласман |
| Спортиста    | Дисциплина | Време         | Пласман       | Време   | Пласман | Време      | Пласман    | Време   | Пласман | Коначни пласман |
| ------------ | ---------- | ------------- | ------------- | ------- | ------- | ---------- | ---------- | ------- | ------- | --------------- |
| Јована Арсић | Скиф       | 4:04.97       | 5 Р           | 4:07.89 | 3 ПЦ/Д  | 4:13.45    | 1 ФЦ       | 4:11.26 | 2       | 14              |

Р = квалификовао/ла се за репесаж 
ПА/Б = квалификовао/ла се за А/Б полуфинале
ПЦ/Д = квалификовао/ла се за Ц/Д полуфинале
ФЦ = квалификовао/ла се за „Ц“ финале

## Кошарка „3 на 3“
Дечаци

### Састав
| 7      | Стефан Поповски-Турањанин | КК ФМП Железник  | 7. март 1993.     | 201 | 90  |  |  |  |
| 8      | Саша Аврамовић            | КК Младост Чачак | 16. јануар 1993.  | 194 | 97  |  |  |  |
| 13     | Марко Радоњић             | КК Црвена звезда | 22. октобар 1993. | 190 | 96  |  |  |  |
| 14     | Немања Безбрадица         | КК ФМП Железник  | 29. мај 1993.     | 204 | 104 |  |  |  |
| Тренер |                           |                  |                   |     |     |  |  |  |
|        | Марко Симоновић           | КК Партизан      | 25. јануар 1982.  |     |     |  |  |  |

### Резултати
|  | квалификовали се за четвртфинале      |
|  | разигравају за пласман од 9-16. места |
|  | разиграва за пласман од 17-20. места  |

#### Група А
| Тим         | Иг | Д | И | П+  | П-  | Разл. | Бод. |
| ----------- | -- | - | - | --- | --- | ----- | ---- |
| Србија      | 4  | 4 | 0 | 128 | 76  | +52   | 8    |
| Грчка       | 4  | 3 | 1 | 92  | 94  | −2    | 7    |
| Нови Зеланд | 4  | 2 | 2 | 79  | 90  | −11   | 6    |
| Порторико   | 4  | 1 | 3 | 110 | 99  | +11   | 5    |
| Индија      | 4  | 0 | 4 | 66  | 116 | -50   | 4    |

| 16 август |  | Србија | 33 : 19 | Индија |  |  |

| 17 август |  | Грчка | 14 : 34 | Србија |  |  |

| 18 август |  | Србија | 30 : 13 | Нови Зеланд |  |  |

| 19 август |  | Порторико | 30 : 31 | Србија |  |  |

#### Четвртфинале
| 21 август |  | Србија | 33 : 22 | Литванија |  |  |

#### Полуфинале
| 22 август |  | Србија | 34 : 29 | САД |  |  |

#### Финале
| 23 август |  | Србија | 22 : 9 | Хрватска |  |  |

## Одбојка
Дечаци

### Састав
| #      | Име                  | Клуб             | Датум рођења      | Висина | Тежина | Смеч | Блок |  |
| ------ | -------------------- | ---------------- | ----------------- | ------ | ------ | ---- | ---- |  |
| 1      | Стефан Владисављев   | ОК Баваниште     | 23. август 1992.  | 196    | 74     | 318  | 305  |  |
| 2      | Борис Мартиновић     | ОК Војводина     | 11. мај 1992.     | 205    | 86     | 330  | 315  |  |
| 3      | Никола Живановић     | ОК Војводина     | 9. октобар 1993.  | 197    | 82     | 335  | 320  |  |
| 5      | Александар Филиповић | ОК ВГСК          | 26. јануар 1992.  | 196    | 92     | 315  | 305  |  |
| 6      | Алекса Брђовић       | ОК Рибница       | 29. јул 1993.     | 201    | 73     | 327  | 312  |  |
| 7      | Иван Главинић        | ОК Путеви        | 14. јун 1992.     | 195    | 82     | 312  | 300  |  |
| 8      | Синиша Жарковић      | ОК Партизан      | 9. мај 1993       | 188    | 75     | 305  | 295  |  |
| 9      | Филип Стоиловић      | ОК Црвена звезда | 11. октобар 1992. | 196    | 84     | 324  | 312  |  |
| 12     | Димитрије Пантић     | ОК Млади радник  | 19. март 1993.    | 190    | 82     | 318  | 310  |  |
| 13     | Чедомир Станковић    | ОК Војводина     | 11. април 1993.   | 201    | 83     | 325  | 310  |  |
| 14     | Рашко Јовановић      | ОК Црвена звезда | 6. фебруар 1992.  | 185    | 75     | 330  | 310  |  |
| 15     | Милан Катић          | ОК Војводина     | 22. октобар 1993. | 194    | 78     | 317  | 311  |  |
| Тренер |                      |                  |                   |        |        |      |      |  |
|        | Милан Ђуричић        | ОК ВГСК          | 8. март 1979.     |        |        |      |      |  |

### Резултати
|  | квалификовали се за полуфинале |
|  | игра за 5. место               |

#### Група А
| Тим      | Иг | Д | И | С+ | С- | СК    | П+  | П-  | ПК    | Бодови |
| -------- | -- | - | - | -- | -- | ----- | --- | --- | ----- | ------ |
| Русија   | 2  | 2 | 0 | 6  | 0  | max   | 150 | 99  | 1.515 | 4      |
| Србија   | 2  | 1 | 1 | 3  | 4  | 0.750 | 146 | 154 | 0.948 | 3      |
| ДР Конго | 2  | 0 | 2 | 1  | 6  | 0.167 | 129 | 172 | 0.750 | 2      |

| Датум  |        | Рез |          | Први сет | Други сет | Трећи сет | Четврти сет | Пети сет | Укупно поена | Белешка        |
| ------ | ------ | --- | -------- | -------- | --------- | --------- | ----------- | -------- | ------------ | -------------- |
| 21 авг | Србија | 3-1 | ДР Конго | 25-15    | 25-18     | 22-25     | 25-21       |          | 97-79        |                |
| 22 авг | Србија | 0-3 | Русија   | 17-25    | 20-25     | 12-25     |             |          | 49-75        | [ мртва веза ] |

#### Полуфинале
| Датум  |      | Рез |        | Први сет | Други сет | Трећи сет | Четврти сет | Пети сет | Укупно поена | Белешка        |
| ------ | ---- | --- | ------ | -------- | --------- | --------- | ----------- | -------- | ------------ | -------------- |
| 24 авг | Куба | 3-0 | Србија | 25-22    | 25-19     | 25-22     |             |          | 75-63        | [ мртва веза ] |

#### Меч за треће место
| Датум  |        | Рез |        | Први сет | Други сет | Трећи сет | Четврти сет | Пети сет | Укупно поена | Белешка        |
| ------ | ------ | --- | ------ | -------- | --------- | --------- | ----------- | -------- | ------------ | -------------- |
| 25 авг | Русија | 3-0 | Србија | 25-17    | 25-17     | 25-15     |             |          | 75-49        | [ мртва веза ] |

## Пливање
Дечаци
| Спортиста           | Дисциплина    | Квалификације | Квалификације | Полуфинале | Полуфинале | Финале               | Финале               |
| Спортиста           | Дисциплина    | Време         | Пласман       | Време      | Пласман    | Време                | Пласман              |
| ------------------- | ------------- | ------------- | ------------- | ---------- | ---------- | -------------------- | -------------------- |
| Велимир Стјепановић | 100м слободно | 51.16         | 4 П           | 50.56      | 4 Ф        | 50.25                |                      |
| Велимир Стјепановић | 100м делфин   | 54.71         | 6 П           | 54.00      | 3 Ф        | 53.77                |                      |
| Велимир Стјепановић | 200м делфин   | 2:02.04       | 5 Ф           |            |            | 2:03.27              | 8                    |
| Стефан Шорак        | 200м слободно | 1:54.37       | 21            |            |            | Није се квалификовао | Није се квалификовао |
| Стефан Шорак        | 400м слободно | 4:03.37       | 13            |            |            | Није се квалификовао | Није се квалификовао |

Девојчице
| Спортиста          | Дисциплина    | Квалификације | Квалификације | Полуфинале            | Полуфинале            | Финале                | Финале                |
| Спортиста          | Дисциплина    | Време         | Пласман       | Време                 | Пласман               | Време                 | Пласман               |
| ------------------ | ------------- | ------------- | ------------- | --------------------- | --------------------- | --------------------- | --------------------- |
| Катарина Симоновић | 50м слободно  | 27.23         | 22            | Није се квалификовала | Није се квалификовала | Није се квалификовала | Није се квалификовала |
| Катарина Симоновић | 200м слободно | 2:06.13       | 19            |                       |                       | Није се квалификовала | Није се квалификовала |
| Катарина Симоновић | 100м делфин   | 1:05.49       | 25            | Није се квалификовала | Није се квалификовала | Није се квалификовала | Није се квалификовала |
| Марија Јоксимовић  | 400м слободно | 4:32.25       | 19            |                       |                       | Није се квалификовала | Није се квалификовала |

Мешовити тимови
| Спортисти                                                             | Дисциплина                       | Квалификације | Квалификације | Полуфинале | Полуфинале | Финале                | Финале                |
| Спортисти                                                             | Дисциплина                       | Време         | Пласман       | Време      | Пласман    | Време                 | Пласман               |
| --------------------------------------------------------------------- | -------------------------------- | ------------- | ------------- | ---------- | ---------- | --------------------- | --------------------- |
| Велимир Стјепановић Марија Јоксимовић Катарина Симоновић Стефан Шорак | Мешовита штафета 4x100м слободно | 3:41.15       | 10            |            |            | Није се квалификовала | Није се квалификовала |
| Велимир Стјепановић Марија Јоксимовић Катарина Симоновић Стефан Шорак | Мешовита штафета 4x100м мешовито | 4:41.02       | 16            |            |            | Није се квалификовала | Није се квалификовала |

П = квалификовао/ла се за полуфинале 
Ф = квалификовао/ла се за финале

## Тенис
Девојчице
| Спортиста     | Категорија  | Прво коло                   | Друго коло            | Четвртфинале          | Полуфинале            | Финале                |
| Спортиста     | Категорија  | Противник Резулат           | Противник Резулат     | Противник Резулат     | Противник Резулат     | Противник Резулат     |
| ------------- | ----------- | --------------------------- | --------------------- | --------------------- | --------------------- | --------------------- |
| Доротеја Ерић | Појединачно | Онс Жабер И 0-2 6(3)-7, 3-6 | Није се квалификовала | Није се квалификовала | Није се квалификовала | Није се квалификовала |

| Спортиста     | Категорија | Партнер          | Прво коло                                        | Четвртфинале          | Полуфинале            | Финале                |                       |
| Спортиста     | Категорија | Партнер          | Противник Резулат                                | Противник Резулат     | Противник Резулат     | Противник Резулат     |                       |
| ------------- | ---------- | ---------------- | ------------------------------------------------ | --------------------- | --------------------- | --------------------- | --------------------- |
| Доротеја Ерић | Парови     | Ана Лена Фрисдом | Хао Чен Танг Саисаи Женг И 1-2 7-5, 2-6, (11-13) | Нису се квалификовале | Нису се квалификовале | Нису се квалификовале | Нису се квалификовале |

## Џудо
Дечаци
| Спортиста     | Категорија | Претколо                     | Четвртфинале         | Полуфинале           | Прво коло репесажа     | Финале репесажа              | Борба за треће место/Финале | Пласман |
| Спортиста     | Категорија | Противник Резулат            | Противник Резулат    | Противник Резулат    | Противник Резулат      | Противник Резулат            | Противник Резулат           | Пласман |
| ------------- | ---------- | ---------------------------- | -------------------- | -------------------- | ---------------------- | ---------------------------- | --------------------------- | ------- |
| Матеја Глушац | −100 кг    | Јаков Мамиставалов И 000-100 | Није се квалификовао | Није се квалификовао | Педро Пинеда П 100-000 | Јаков Мамиставалов П 100-000 | Мариус Пипке И 000-000*     | 5       |

-* = победник одлучен судијским прегласавањем
Девојчице
| Спортиста         | Категорија | Претколо              | Четвртфинале          | Полуфинале            | Прво коло репесажа    | Финале репесажа        | Борба за треће место/Финале | Пласман |
| Спортиста         | Категорија | Противник Резулат     | Противник Резулат     | Противник Резулат     | Противник Резулат     | Противник Резулат      | Противник Резулат           | Пласман |
| ----------------- | ---------- | --------------------- | --------------------- | --------------------- | --------------------- | ---------------------- | --------------------------- | ------- |
| Уна Светлана Туба | −78 кг     | Лола Мансур И 000-001 | Није се квалификовала | Није се квалификовала | Сана Хелифи П 100-000 | Милица Савић П 100-000 | Ксенија Дарчук И 001-100    | 5       |